# 실루엣 애니메이션

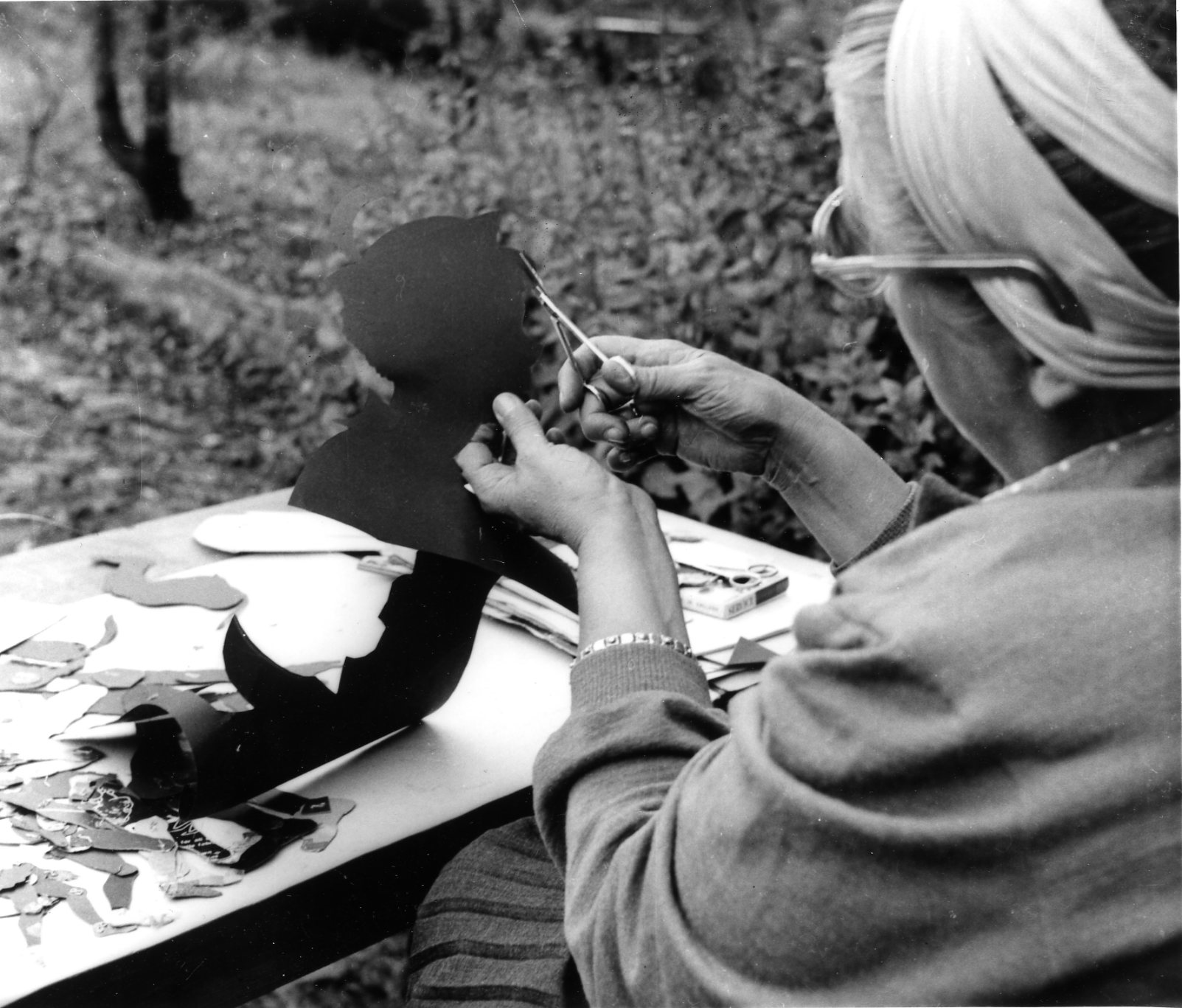
Lotte Reiniger London Abbey Arts Centre Garden 02

실루엣 애니메이션(Silhouette animation)은 캐릭터가 검은색 실루엣으로만 보이도록 제작된 애니메이션이다. 이는 일반적으로 백라이팅 기술을 이용하여 판지에서 행해지는 컷아웃 애니메이션을 통해 수행되지만, 다른 방법이 존재한다. 몇몇은 그림자극으로부터 영감을 얻었지만, 이와는 분명히 차이가 있다.